# Diglossie
Die Diglossie (griechisch διγλωσσία diglossía, deutsch ‚Zweisprachigkeit‘) ist eine besondere Form der Zweisprachigkeit, bei der die Sprachen einen ungleichen Status haben.

## Begriff
Diglossie beschreibt die Zweisprachigkeit einer ganzen Gesellschaft, bei der es eine klare funktionale Differenzierung zwischen zwei sozial unterschiedlich gewerteten Sprachvarietäten gibt. Meist sind es Varietäten derselben Sprache. Insbesondere wird so die Koexistenz von Dialekt und Standardsprache oder von gesprochener Volkssprache zur geschriebenen Hochsprache bezeichnet.
Im Regelfall verfügen alle Sprecher einer solchen Gemeinschaft über die Fähigkeit, in denselben zwei (oder auch mehr) Varietäten (bzw. Einzelsprachen) zu kommunizieren, verwenden aber die eine und die andere nur in bestimmten Situationen, beispielsweise die eine Varietät (meist als L für englisch low ‚niedrig‘ bezeichnet) in familiären Alltagsgesprächen und Talkshows, die andere (H für englisch high ‚hoch‘) in Ausbildung und Beruf, gegenüber Ämtern und im öffentlichen Raum. Es ergibt sich eine funktionale Spezialisierung des Sprachvermögens. Die Lebensbereiche, in denen die Sprachen oder Varietäten jeweils verwendet werden, nennt man Domänen.
In der Deutschschweiz zum Beispiel werden die jeweiligen lokalen Dialekte und die deutsche Standardsprache (das „Hochdeutsche“) nicht als Dialekt-Standard-Kontinuum verwendet, sondern man trennt die beiden Sprachvarietäten und wechselt je nach Situation von der einen in die andere. So wird in den lokalen Fernseh- und Radiosendern für das alltägliche Begleit- und Unterhaltungsprogramm fast durchgehend Dialekt gesprochen (dabei kann es vorkommen, dass einzelne Sprecher kein Schweizerdeutsch sprechen, es aber verstehen und die Sendung dennoch auf Schweizerdeutsch abgehalten wird), während die Nachrichtensendungen (wie auch der Kultursender SRF2) sowie Printmedien und (Schul-)Bücher Hochdeutsch verwenden. Unterrichtssprache ist an mittleren und höheren Schulen Hochdeutsch (an Universitäten daneben auch Englisch); schulisch-administrative Belange werden jedoch oft auf Schweizerdeutsch besprochen. In den Kindergärten wird normalerweise Schweizerdeutsch gesprochen, in einzelnen Kantonen ist dies gesetzlich vorgeschrieben.
Eine ähnliche Situation existiert auch in Luxemburg mit der Nationalsprache Lëtzebuergesch in Beziehung zu einer Amtssprache, der deutschen Hochsprache. Die andere Amtssprache ist Französisch. Der luxemburgischen Nationalsprache wird international meist der Status eines Ausbaudialekts zugeschrieben. Luxemburgisch wird von den meisten Luxemburgern als Muttersprache gesprochen, auch z. B. im nationalen Fernsehen und Radio wird es benutzt. Als Schreibsprache wird dagegen mehrheitlich Deutsch verwendet, in kleinerem, aber signifikantem Umfang Französisch. So verwenden die meisten und die größten Printmedien, aber auch die (Schul-)Bücher, und teilweise die elektronischen Medien im Großherzogtum Standarddeutsch.
Entdiglossierung bezeichnet das Verschwinden der Diglossie, wie es beispielsweise in Norddeutschland geschieht. Vom 16. bis in das 20. Jahrhundert herrschte dort eine Diglossie mit Standarddeutsch als Schriftsprache und Sprache des amtlichen Gebrauchs und Plattdeutsch als allgemeine Umgangssprache. Seit dem 20. Jahrhundert setzt sich dort allerdings Standarddeutsch als Sprache in allen sozialen Bereichen durch. Dieser Prozess ist für die jüngeren Generationen weitgehend abgeschlossen, in den älteren Generationen bestehen teilweise weiter diglossische Verhältnisse.

## Begriffsgeschichte
Der Terminus (franz. diglossie) wurde von Ioannis Psycharis (französisiert Jean Psichari) 1885 für die damalige Sprachsituation in Griechenland geprägt, wo bis in die 1970er-Jahre zwei Varietäten des Griechischen, die (gelehrtere und meist geschriebene) Katharevousa und die (muttersprachlich gesprochene) Dimotiki nebeneinander gebraucht wurden.
William Marçais bezog den Terminus auf die arabischsprachigen Länder, in denen die jeweiligen nationalen Varietäten des Arabischen neben dem Hocharabischen stehen.
Charles A. Ferguson schließlich stellte in seinem berühmten Aufsatz Diglossia von 1959 neben den griechischen und arabischen Sprachraum auch den deutschschweizerischen (Standarddeutsch und Schweizerdeutsch) und haitianischen (Standardfranzösisch und Kreolisch).
Joshua Fishman erweiterte das Konzept 1967 (extended diglossia): seines Erachtens sollten auch diglossische Situationen, in denen die Sprachen nicht miteinander verwandt sind (beispielsweise Hindi und Tamil in Tamil Nadu, Indien), als echte Diglossie gelten. In dieser Frage herrscht unter (Sozio-)Linguisten Uneinigkeit.
1981 empfahl Gottfried Kolde für die deutschsprachige Schweiz den Terminus mediale Diglossie zu verwenden, da sich hier im Laufe der Zeit die Funktionsaufteilung von Dialekt und Standardsprache geändert hatte und in den meisten Fällen das Medium die Wahl der Varietät bestimmt.
In einer allgemeineren Fassung des Begriffes werden bisweilen sogar alle kommunikativen Situationen als diglossisch bezeichnet, in denen zwei oder mehrere Sprachvarietäten den unterschiedlichen funktionalen Sprachkontext berücksichtigen; in diesem Sinne umfasst Diglossie auch die Verwendung verschiedener Sprachregister und Soziolekte in einer Sprachgemeinschaft.

## Diglossie versus Standard-Dialekt-Kontinuum
Diglossie ähnelt auf den ersten Blick der Situation für Dialektsprecher: Der Dialekt wird häufig ausschließlich mündlich verwendet, und zwar lokal und funktional begrenzt (vor allem in informellen Kontexten). Für formelle Kommunikationssituationen außerhalb der Familie und des (lokalen) Freundeskreises wird eine Standardsprache verwendet oder eine Varietät der Standardsprache, die dieser sehr nahekommt, aber regional gefärbt ist (Regionalsprache oder Regiolekt). Da aber beispielsweise im deutschen Sprachraum der Bundesrepublik Deutschland die Dialektsprecher immer weniger werden und inzwischen viele Menschen keinen Dialekt mehr sprechen, kann die Standardsprache auch in all jenen Situationen benutzt werden, in denen sonst der Dialekt vorherrscht(e) – im Gegensatz zu einer echten Diglossie wie in der Deutschschweiz, in den meisten Regionen von Österreich, in vielen ländlichen Regionen in Altbayern, oder in Luxemburg, wo die Einheimischen in Alltagssituationen (fast) ausschließlich ihre Dialekte sprechen und der mündliche Gebrauch der Standardsprache unüblich ist.
Hinzu kommt, dass vielerorts Sprachmischungen aus Ortsdialekt (= L), Regionalsprache oder Regiolekt und Standardsprache (= H) entstanden sind. In einer echt diglossischen Situation sind die Grenzen niemals fließend. Im Gegensatz dazu existieren beim Dialekt-Standard-Kontinuum immer „Graustufen“, die selbst da, wo sie wenig genutzt werden, von den Sprechern als „richtig“ empfunden werden.

## Sprachgemeinschaften mit Diglossie
Außer den vier von Ferguson genannten Diglossie-Fällen (damaliges Griechenland, Deutschschweiz, arabische Länder, Haiti) wurde für eine Reihe weiterer Sprachgemeinschaften postuliert, dass in ihnen Diglossie herrsche.
Ähnlich wie in der Schweiz gibt es in Südtirol einen Diglossie-Fall. Die Mundart wird im Umgang mit allen Südtiroler Mundartsprechern verwendet, sei es im Beruf oder im Privatleben. Einzig in der Schule und im Fernsehen wird Hochdeutsch gesprochen. Südtiroler wechseln im Normalfall ins Hochdeutsche, wenn sie mit einer Person sprechen, für die die Südtiroler Mundart nur schwer oder überhaupt nicht verständlich ist.
Darunter ist auch die Sprachsituation der Kiewer Rus, auf die Boris Andrejewitsch Uspenski das Diglossie-Konzept 1983 anwandte: Demnach wurde dort das Kirchenslawische als H neben dem Altostslawischen als L verwendet.
Auch in ostasiatischen Gesellschaften war in gebildeten Schichten lange Zeit das Phänomen der Diglossie zu beobachten, dies jedoch wahrscheinlich nicht auf der Ebene der gesprochenen Sprache. Das klassische Chinesisch diente über China hinaus auch in Korea, Japan und Vietnam als universelle Schriftsprache, da bei diesen Gesellschaften zunächst noch keine eigenen Schriftsysteme vorhanden waren. Darüber hinaus diente das Chinesische als Träger der gemeinsamen buddhistischen und konfuzianischen Tradition.
An der Grenze dieses Phänomens ist die Sprachsituation in Tschechien. Die gesprochene tschechische Sprache unterscheidet sich deutlich von der vor allem in Medien verwendeten Schriftsprache. Die tschechische Schriftsprache basiert auf der Kralitzer Bibel aus dem 16. Jahrhundert (Mitteltschechisch), während sich die Umgangssprache aus dem mittelböhmischen Dialekt entwickelte. Diese Diskontinuität wurde verursacht durch die Germanisierung nach der Schlacht am Weißen Berg (1620), in deren Folge die böhmischen Länder dauerhaft bis 1918 zum habsburgischen Herrschaftsbereich gehörten und Tschechen und Deutsche hier ihre gemeinsame Heimat hatten. In dieser Zeit wurde Tschechisch fast nur noch von Bauern in den sprichwörtlichen „böhmischen Dörfern“ gesprochen, während die Sprache der Gebildeten und der Städter Deutsch war. Am Ende des 18. bis Anfang des 19. Jahrhunderts entstand unter Führung von Josef Dobrovský und Josef Jungmann die tschechische Wiedergeburtsbewegung, die wieder eine tschechische Schriftsprache schaffen wollte und dabei eben an die Tradition vor dem 17. Jahrhundert anknüpfte.
Ebenfalls in einer diglossischen Situation leben viele Einwanderer, vor allem der zweiten Generation, in Westeuropa. In Frankreich werden sie, sofern sie maghrebinischer (und somit meist arabischsprachiger) Herkunft sind, Beurs (ein Verlan-Ausdruck für Araber) genannt. In der Schweiz werden sie – unabhängig ihrer Herkunft – Secondos genannt – benannt nach den ersten, die italienischer Herkunft waren. Weil die Elterngeneration die Landessprache nur schlecht oder überhaupt nicht beherrscht, trennen Jugendliche und Kinder ihr Kommunikationsverhalten zwischen dem äußeren landessprachlichen und dem familieninternen Bereich auf, wobei es in der Kommunikation unter den Jugendlichen selbst oft zu sprachlichen Durchmischungen kommt.
Die romanischen Sprachen entwickelten sich erst zu eigenständigen Sprachen, nachdem Latein nach dem Untergang des Römischen Reiches nicht mehr gesprochen wurde.

## Deutschschweiz – Diglossie oder Bilingualismus?
Seit vielen Jahrzehnten diskutiert die Sprachwissenschaft über die Frage, ob Standarddeutsch für Deutschschweizer nun eine Fremdsprache sei oder nicht. Die sich damit thematisch befassenden Experten sind, vereinfacht gesagt, in zwei Lager aufgeteilt: Diejenigen, welche die schweizerdeutschen Dialekte für eine Varietät einer gemeindeutschen Sprache, also nicht für eine eigenständige Sprache halten, und diejenigen, welche den schweizerdeutschen Dialekten so viel sprachliche Eigentümlichkeit und/oder Ausgebautheit attestieren, dass im Gegenzug Standarddeutsch eher als Fremdsprache zu betrachten sei. Während erstere sich in der Regel dafür entscheiden, die schweizerische Sprachsituation anhand des Diglossie-Modells zu beschreiben, halten letztere die Beschreibung des deutschschweizerischen Sprachzustands anhand des Bilingualismus-Modells meist für angemessener.

### Argumente in der Tendenz für Diglossie
Für Beat Siebenhaar und Alfred Wyler scheint ganz klar zu sein, dass die deutschsprachige Schweiz als digloss gilt: „Die Sprachsituation der Deutschschweiz entspricht somit dem Muster der Diglossie: In einer Sprachgemeinschaft werden zwei Formen der gleichen Sprache verwendet, eine hochsprachliche und eine volkssprachliche, und jede Sprachform hat unterschiedliche Geltungsbereiche. Dabei sind die Sprachformen immer deutlich voneinander unterschieden, Misch- und Übergangsformen gibt es kaum.“ Dem Standarddeutschen Fremdsprachencharakter zuzuschreiben lehnen sie klar ab: „Die Unterschiede zwischen den schweizerdeutschen Dialekten und der Hochsprache sind vor allem in der Lautung, aber auch in den grammatischen Formen derart groß, dass immer wieder behauptet wird, die Hochsprache sei für Schweizer eine Fremdsprache, die sie in der Schule erst mühsam erlernen müssten, während die Deutschen sie von allem Anfang an beherrschten. Diese Meinung ist jedoch falsch. Auch in Deutschland müssen sich die Kinder in der Schule im Gebrauch der schriftnahen Hochsprache üben, selbst dort, wo die Umgangssprache nur einen kleinen Abstand zur Hochsprache hat. Überdies lässt die enge Verwandtschaft zwischen den beiden Sprachformen kaum zu, das Schweizerdeutsche als selbständige Sprache zu bezeichnen, trotz lautlicher Unterschiede, welche die Verständigung durchaus in Frage stellen. Die Gemeinsamkeiten im Wortschatz und in der Syntax sind zudem viel größer als zwischen dem Deutschen und nahe verwandten Fremdsprachen wie etwa dem Niederländischen oder dem Englischen.“ Siebenhaar fügt dem hinzu, dass zwar eine Tendenz zur medialen Diglossie bestehe, diese aber nur für den Nähebereich zutreffe (vgl. Siebenhaar 03).
Auch Peter Sieber und Horst Sitta (1986: 33 f) sind gegen eine Kategorisierung als Fremdsprache. Obwohl sie der Ansicht sind, dass die Frage, ob Standarddeutsch als Fremdsprache zu bezeichnen ist, letztlich eine politische und keine linguistische Frage sei, plädieren sie dafür, die Standardsprache nicht als Fremdsprache zu bezeichnen, vor allem deshalb, weil die Standardsprache im schriftlichen Bereich einen klar festen Platz hat. Darüber hinaus sei es aus Sicht der angewandten Linguistik sehr ratsam, diesem Gedankengebilde, wonach Standarddeutsch eine Fremdsprache sei, kategorisch entgegenzutreten, um die Bereitschaft der Deutschschweizer, Standarddeutsch zu lernen und anzuwenden, nicht zusätzlich zu vermindern. Ulrich Ammon (1995) vertritt im Gegensatz zu Arthur Baur und Iwar Werlen die Meinung, dass die Ausgebautheit per se der schweizerdeutschen Dialekte nicht Kriterium genug ist, um die schweizerdeutschen Dialekte als eigenständige Sprachen zu bezeichnen. Die mangelnde Standardisiertheit, der zu geringe sprachsystematische Abstand zu den anderen deutschen Varietäten und der Gebrauch der alemannischen Dialekte auch auf bundesdeutschem und österreichischem Terrain erlauben es nicht, Standarddeutsch aus der Sicht von Deutschschweizern als Fremdsprache zu betrachten. Auch Walter Haas (2004) ist von der diglossischen Situation überzeugt und hält fest, dass es bei der Mundart und der Standardsprache um einen Extremfall der Registervariation handelt: Beide Varianten erfüllen zwei verschiedene stilistische Grundfunktionen, Nähe und Distanz. Außerdem sei die Situation mit der Bilingualismus-Situation mit zwei unähnlichen Sprachen nicht zu vergleichen.

### Argumente in der Tendenz für Bilingualismus
Arthur Baur (1983: 37–41, 64f.) vertritt die Meinung, dass die Standardsprache in der Schweiz als Fremdsprache einzustufen sei mit der Begründung, dass die schweizerdeutschen Dialekte voll ausgebaut sind. Das heißt, die Dialekte sind so weit entwickelt, dass sie in jeder Kommunikationssituation, wie z. B. in fachlichen oder amtlichen Kontexten, problemlos verwendet werden können. Dass sich die Dialekte so ausbauen konnten, hängt auch damit zusammen, dass das Schweizerdeutsche ein Sprachprestige besitzt und funktional stilistisch differenzieren kann, wie dies bei anderen Nationalsprachen der Fall ist. Darüber hinaus hält Baur fest, dass ein nennenswerter sprachsystematischer Abstand zwischen Dialekt und Standardsprache bezüglich Lautung, Grammatik und Lexik besteht. All diese Eigenschaften der Dialekte lassen ihn zum Schluss kommen, dass die schweizerdeutschen Dialekte als eine eigenständige, voll ausgebaute Sprache zu betrachten sind. Auch Roland Ris (1990) ist der Ansicht, dass die Bedingungen für eine Diglossiesituation nach dem klassischen Modell von Ferguson mit High- und Low-Variante nicht mehr gegeben sind: „Mit dem Abbau der schichtenspezifischen Markierung beim Gebrauch der Mundart überhaupt und der weitgehenden Neutralisierung ihrer früher stark wahrgenommenen Varietäten einerseits und der Durchlässigmachung der ursprünglich situativen Aufteilung zwischen Hochdeutsch und Mundart andererseits, ist es nicht mehr sinnvoll, das traditionelle Diglossiemodell zu verwenden. Es ist vielmehr davon auszugehen, dass der Deutschschweizer über jedes Thema in fast jeder Situation Mundart spricht. […] Wenn wir diesen Tatbestand möglichst sine ira et studio [ohne Zorn und Eifer] betrachten, müssen wir feststellen, dass die gesprochene Mundart nahezu all die Funktionen wahrnimmt, die anderswo einer gesprochenen Hochsprache zukommen, und das impliziert wiederum, dass das gesprochene Hochdeutsch in der Schweiz im internen Gebrauch nicht mehr als komplementäre Sprachform im Sinne des Diglossiemodells funktioniert, sondern als Zweitsprache im Sinne des Bilingualismusmodells, die man in gewissen Kommunikationssituationen mehr noch verwenden darf als verwenden muss.“ Dessen ungeachtet hält er fest, dass es kein für alle Deutschschweizer verbindliches Sprachgefühl gibt und dass auch anzunehmen ist, dass vor allem für gebildete Ältere oder für solche, die engen Kontakt mit Deutschen haben, nach wie vor das Diglossie-Modell gilt (vgl. Ris 1990: 43–44). Wie Baur kommt auch Iwar Werlen (1998) zum Schluss, dass beide Varietäten voll ausgebaut sind, auch wenn sich Unterschiede bezüglich Literalität und Oralität, Rezeption und Produktion, massenmedialer und persönlicher Gebrauchssituation und bei ihrer Verwendung in In- und Outgroup-Kommunikation feststellen lassen. Er glaubt, das Konzept der Diglossie sei nicht (mehr) angemessen und zieht es vor, den schweizerdeutschen Sprachzustand als asymmetrische Zweisprachigkeit zu bezeichnen (vgl. Hägi/Scharloth 2005). Gleich wie Werlen, glaubt auch Raphael Berthele (2004), dass das Diglossie-Modell nach Ferguson die Deutschschweiz nur ungenügend beschreibt. Außerdem weist er darauf hin, dass die Mehrheit der Deutschschweizer selber Standarddeutsch als Fremdsprache empfindet. Deshalb erscheint es ihm sinnvoller, die deutschsprachige Schweiz anhand des Bilingualismus-Modells zu beschreiben (vgl. Hägi/Scharloth 2005).
Die Resultate einer Fragebogenerhebung von Scharloth aus dem Jahr 2003, wonach Deutschschweizer nach ihrem persönlichen Verhältnis und dem der Deutschschweizer allgemein zur Standardsprache befragt wurden, erlauben es, trotz des stichprobenartigen Charakters dieser Untersuchung, einige Tendenzen bei der Selbsteinschätzung und der des Kollektivs herauszulesen. Diese Tendenzen könnten auch als Argument für den Fremdsprachencharakter des Standarddeutschen interpretiert werden. 79 Prozent der Befragten bejahten die Frage, wonach Standarddeutsch für die Deutschschweizer die erste Fremdsprache sei. Nur 6 Prozent der Befragten gaben an, dass in der Schweiz gutes Hochdeutsch gesprochen werde. 76 Prozent attribuierten den Sprechern nur mäßige mündliche Hochsprachkompetenz. Gar 18 Prozent entschieden sich für das Prädikat schlecht. Daraus könnte man ableiten, dass die Zahlen tendenziell eher das Bilingualismus-Modell stützen. Doch auf die Frage, ob denn nun Hochdeutsch für sie persönlich eine Fremdsprache darstelle, bejahten dies nur noch 30 Prozent. Bei der Frage, die einerseits Aufschluss über die Selbsteinschätzung der individuellen mündlichen Kompetenz in der Standardsprache geben und andererseits die Kompetenz des Kollektivs beurteilen soll, waren die Ergebnisse ähnlich gegensätzlich. Folglich kann man sagen, dass der durchschnittliche Deutschschweizer seine eigene Deutschkompetenz höher einstuft als die seiner Mitbürger. Insofern erweist es sich abschließend als fraglich, ob die Selbsteinschätzung der Deutschschweizer als Argument für den Fremdsprachencharakter gültig gemacht werden kann. (vgl. Scharloth 2003)

## Situation in den arabischen Staaten
Im Arabischen besteht ebenfalls eine deutliche Trennung zwischen Hochsprache und Umgangssprache. Geschriebene Texte, sowohl religiöser als auch profaner Art, sind größtenteils im Hocharabischen verfasst. Demgegenüber bedienen sich arabische Muttersprachler im mündlichen Sprachgebrauch größtenteils ihres Dialekts; auch Spielfilme und Lieder sind meist in der Umgangssprache. Diese Trennung (Hocharabisch als geschriebene, Dialekt als gesprochene Sprache) wird in bestimmten Situationen aufgehoben, beispielsweise wenn ein geschriebener Text rezitiert oder eine sprachlich anspruchsvolle Rede gehalten werden soll. Umgekehrt wird der Dialekt in der Volksdichtung oder bei der Wiedergabe von Dialogen in Romanen verschriftlicht, um eine größere Volksnähe bzw. Authentizität auszudrücken.
Die Hochsprache verfügt über eine kompliziertere Grammatik als lokale Dialekte – z. B. sind in der Hochsprache Dualformen verbreiteter, und auch die Lexik ist teils unterschiedlich. Auch zwischen den einzelnen arabischen Dialekten bestehen Unterschiede, sodass das Hocharabische als Sprache des Korans und als gemeinsame Sprache aller Araber weiterhin gelehrt wird. Die Aufspaltung zwischen der synthetisch aufgebauten klassischen Schriftsprache und den arabischen Dialekten, die einen analytischen Sprachbau aufweisen, geht auf die Ausbreitung des Islams im 7. und 8. Jahrhundert zurück und beruht in erster Linie auf dem Kontakt mit Griechisch und Persisch sprechenden Völkern. Bis heute wird jede neue Generation von Arabischsprechern in diese Diglossie hineingeboren.

## Friesisch in den Niederlanden
Bis die Friesische Sprache 1956 offiziell von dem niederländischen Staat als Reichssprache anerkannt wurde, war das Friesische vor allem eine Haus- und Familiensprache. In der Kirche, beim Gericht und in der Schule wurde ausschließlich Niederländisch gesprochen und geschrieben. Seit der Anerkennung wurde Friesischsprachigen die Möglichkeit geboten, sich im Justizsystem beim Gerechtshof Arnhem-Leeuwarden auch auf Friesisch zu äußern, und die friesische Sprache wurde innerhalb Frieslands auch im Unterricht und in der Kommunalpolitik mit dem Standardniederländisch gleichgesetzt.

## Aramäische Diglossie
Auch im Aramäischen besteht eine Trennung zwischen Hoch- und Umgangssprache. Im Gebiet des Tur 'Abdîn wurde vor den massiven Auswanderungen der dort ansässigen Aramäer die klassisch-syrische Hochsprache (Kthobonoyo) vor allem als Kirchensprache und nicht im Alltag verwendet, wohingegen die eigentliche Muttersprache der Bevölkerung das nur gesprochene und allgemein nicht geschriebene, neuostaramäische Ṭuroyo war. Mit der Außenwelt sprachen die Aramäer die Staatssprache, Türkisch, deren Kenntnis im Alltag unerlässlich war, sowie mit der Mehrheitsbevölkerung im türkischen Südosten Kurdisch. Kthobonoyo wird nicht mehr als Muttersprache gelernt und ist daher als tote Sprache anzusehen, lebt jedoch als eine der „großen Kultursprachen der Menschheit“ in der Wissenschaft weiter, da sie an Universitäten weltweit studiert und erforscht wird und ein umfangreiches Textkorpus in dieser Sprache existiert, und wird als Sprache der syrisch-orthodoxen Kirche nach wie vor im Gottesdienst verwandt. Ṭuroyo hingegen gilt als bedrohte Sprache, da modernes Aramäisch in den Ländern der aramäischen Diaspora einen sehr geringen Status hat, nicht alle Nachkommen der Auswanderer die Sprache ihren Kindern beibringen und Ṭuroyo im Gegensatz zur Sakralsprache eine schriftlose Sprache ist und daher kaum schulisch vermittelt werden kann.

## Diglossien in Literatur und Film
Der Schriftsteller und Literaturnobelpreisträger Thomas Mann zeigt in seinem Roman Buddenbrooks als Randthema die Diglossie der Männer der Lübecker Kaufmannsfamilie Buddenbrook im 19. Jahrhundert, die untereinander, in der Familie und im Geschäftsverkehr Hochdeutsch reden, jedoch zu ihren Arbeitern auf Platt sprechen (müssen). Auch die Verfilmung von 2008 zeigt dies recht eindrucksvoll.
Rheinische Diglossien klingen immer wieder an in Werken des Literaturnobelpreisträgers Heinrich Böll, so zum Beispiel in Ende einer Dienstfahrt. Diese Novelle ist äußerlich in trockenstem Protokollstil, fast Juristendeutsch, geschrieben. Durch Bölls ständige, oft kaum übersetzbare Einsprengsel lebendiger Lokalsprache erhält das Werk eine weitere, oft kabarettistisch anmutende Ebene. Es wird etwa über eine Zeugin, nach umständlicher Vorstellung, im Nebensatz gesagt: „von Verwandten und im Dorf nur ‚die Kroserin‘ genannt“. Durch den Gegensatz zwischen den auf den Punkt genauen Worten des ripuarischen Dialekts und ihren erkennbar mühseligen Annäherungen durch Erklärung und Umschreibungen in der noch sehr preußischen Obrigkeitssprache der späten 1950er- und frühen 1960er-Jahre erschließt sich die Diglossiesituation des Kölner Umlandes dieser Zeit, ohne die eine Erzählung in der Art unmöglich gewesen wäre.